# Le Noctambule
Pour plus de détails, voir Fiche technique et Distribution.
Le Noctambule est un téléfilm français réalisé par Philippe Arnal, diffusé en 1974.

## Synopsis
Un inspecteur (André Thorent) est confronté dans son enquête avec un homme pâle et étrange qui travaille dans un centre de transfusion sanguine. Cet homme semble habiter dans un cimetière. Une nuit le noctambule suit une jeune fille... S'agit-il d'un vampire moderne ?

## Distribution
- André Thorent : inspecteur Galland
- Angelo Bardi : Manu
- Michel Delahaye : le noctambule
- Roger Dumas : le Bello
- Xavier Gélin : Gray
- Maria Meriko : Mme Lacombe
- Pierre Arditi : Snervalin
- Raymond Bussières : le gardien
- Catherine Lafond : la jeune fille